# Videojuego de disparos
Los videojuegos de disparos, tiros o shooters conforman un género que engloba un amplio número de subgéneros que tienen la característica común de permitir controlar un personaje que, por norma general, dispone de un arma (mayoritariamente de fuego) que puede ser disparada a voluntad. Pertenecen al género de acción.

## Características de los videojuegos de disparos
Hay varios criterios para determinar el tipo de un videojuego de disparos. A continuación se listan las principales características. Con base a ellas, es posible clasificar prácticamente todos los juegos de tiros desarrollados hasta la fecha:

### Perspectiva
El jugador puede ver disparos en primera persona (Videojuego de disparos en primera persona) o desde una cámara que sigue al personaje por la espalda desde una cierta distancia y elevación (tercera persona). También es posible (aunque poco frecuente en el género) encontrar juegos que disponen de una cámara fija.

### Disparos
Los juegos que hacen uso de elementos “realistas”, como pueden ser armas que existen en la realidad, o la simulación del daño del personaje, se suelen llamar videojuego de disparos tácticos. Aquellos que permiten más libertad respecto a escenarios, objetos, o la física del juego son conocidos como videojuego de disparos arcade. No hay una clara distinción entre ambos tipos, estando la mayoría de los videojuegos de disparos en un abanico entre ambos.

### Número de personajes
Mientras que la mayoría de los videojuegos de disparos se juegan con un solo personaje, algunos ofrecen la oportunidad de controlar un grupo de personajes; generalmente manejando a uno y dando órdenes a los demás. Los juegos en los que aparece un grupo de personajes ayudando al principal, pero que no son manejables, no se consideran juegos en grupo.

### Multijugador
Esta es la característica principal (en los últimos tiempos) que hacen de este tipo de juegos más populares. Si el videojuego de disparos hace uso de internet, se puede catalogar en una serie de divisiones: Los juegos en equipo son aquellos en los que cada jugador es asignado a un equipo entre varios (2 o más) para conseguir un objetivo. Para ello, los jugadores participan en el mismo equipo, pero cada uno tiene su puntuación. Los juegos cooperativos tienen a numerosos jugadores jugando en compañía para conseguir unos objetivos y puntuación conjuntos. En los juegos individuales todos los jugadores compiten contra todos. Algunos juegos permiten elegir el modo de juego al que se desea jugar entre estos tres tipos.

### Temática
Es una manera opcional de clasificar un videojuego de disparos, pero en ocasiones es necesaria para distinguirlo. Un videojuego de disparos puede estar enfocado a la infiltración en lugar de la acción. Otros pueden tener elementos de terror.

## Subgéneros

### Videojuegos de disparos en primera persona

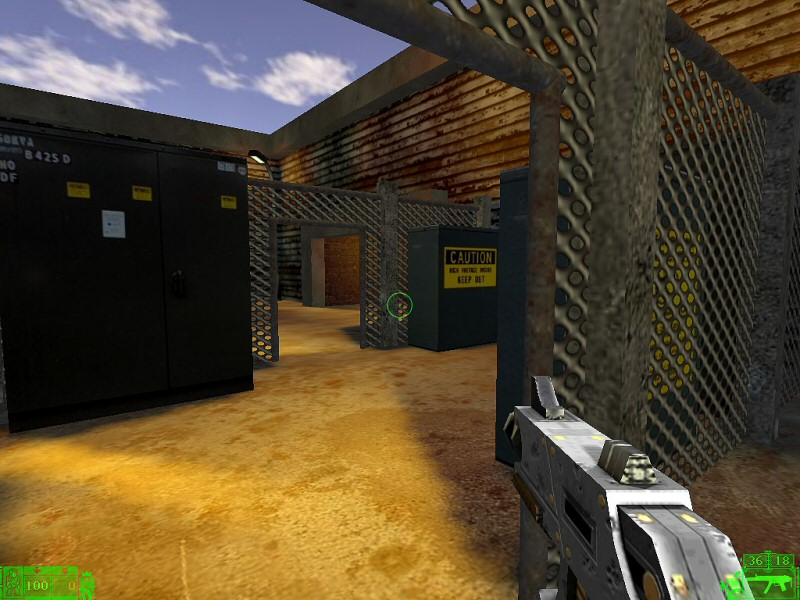
The Depot un ejemplo de videojuego de disparos en primera persona.

Los videojuegos de disparos en primera persona o FPS (del inglés, first-person shooter) se caracteriza por simular el uso de armas, generalmente de fuego, desde una perspectiva de primera persona.
Algunos videojuegos notables de este género son: Wolfenstein 3D, Doom, Unreal, Quake, Half Life, y posteriormente Halo, Call of Duty, Team Fortress Classic, Far Cry o Battlefield.

### Videojuegos de disparos en tercera persona
En los videojuegos de disparos en tercera se caracterizan por que el personaje es visto desde una perspectiva en tercera persona, como los videojuegos de Tomb Raider, Resident Evil, Max Payne, Gears of War, Splatoon, Dead Space, Dark Sector, Fortnite, Plants vs. Zombies: Garden Warfare, Red Dead Revolver, Splinter Cell, S4 League, Mafia (videojuego) o Grand Theft Auto.

### Videojuegos de disparos guiado
El término «sobre raíles» suele describir aquellos juegos en los que el jugador no tiene control sobre el movimiento, moviéndose el personaje a través de una serie de "raíles" o caminos prefijados. El jugador se limita a disparar en perspectiva de primera o tercera persona. Muchos juegos de pistolas pertenecen al género «sobre raíles», dirigiendo al jugador por un grupo de escenarios mientras una serie de objetivos a los que disparar van apareciendo en la pantalla. En este género podrían encuadrarse videojuegos como Star Fox, Panzer Dragoon o Rez.
Algunos pueden ser jugados con pistola (periférico), aunque la mayoría también se pueden jugar con el mando tradicional y un puntero en la pantalla que indica el lugar donde se desea disparar. En sus orígenes, estos juegos fueron diseñados en una perspectiva en primera persona, con ataques enemigos que provenían de todos lados, dañado a la pantalla (simulando el daño al jugador). A medida que se iba dejando de lado el uso de los mandos-pistola, aparecía un personaje en pantalla (normalmente en la parte inferior) que representaba al jugador, pudiendo este moverse y esquivar los ataques enemigos mientras respondía a ellos. La mayoría de estos videojuegos de disparos utilizan un scrolling horizontal para indicar la progresión en el nivel, mientras que los enemigos aparecen en la pantalla a ráfagas, en lugares predefinidos (normalmente en el fondo o los laterales de los escenarios). A medida que se han ido extendiendo los juegos con pistola de luz, haciendo uso de desplazamientos de fondo de pantalla, como en Operation Wolf, o un uso de escenarios en 3D (como las sagas Time Crisis o The House of the Dead), este tipo de juegos ha ido decreciendo en producción y popularidad, aunque todavía existen fanáticos que siguen jugando a algunos como Blood Bros. Otros juegos destacables de la categoría serían Cabal o Wild Guns.

### Matamarcianos
Los Matamarcianos son un subgénero muy específico de los videojuegos de disparos, donde el jugador tiene un control limitado sobre su movimiento: por ejemplo, un videojuego de disparos 2D en el que la pantalla se mueve progresivamente hacia adelante, impidiendo al jugador retroceder, como Gradius, R-Type o Darius.

#### Corre y dispara
Un videojuego de «corre y dispara» (run and gun) es una combinación de juego de plataformas y un videojuego de disparos de desplazamiento lateral. Este tipo de juego se caracteriza por el hecho de manejar a un personaje que se desplaza por plataformas mientras dispara a los enemigos en múltiples direcciones. Algunos juegos conocidos de este género son Contra, Gunstar Heroes o Metal Slug.

### Videojuegos con pistola de luz
Los videojuegos con pistola se llaman así debido a que se hace uso de un periférico con forma de pistola, que hace las funciones de mando (en el caso de los ordenadores, se suele sustituir por el ratón, que actúa como un puntero). Estos juegos comenzaron a aparecer en la década de los 80, gracias al desarrollo de los sensores de luz. El funcionamiento era sencillo: Los objetivos se movían por la pantalla, y el jugador apuntaba a ellos con la pistola. En el momento de apretar el gatillo, la pistola emitía un haz de luz. Si este alcanzaba a un objetivo, el juego reconocía que el jugador había dado en el blanco. Los juegos más modernos funcionaba de manera opuesta: Los objetivos emitían una cierta señal que indicaba su ubicación, y la pistola disponía de un sensor que al apretar el gatillo indicaba si se estaba apuntando a uno en el momento del disparo. Recientemente, existen dispositivos de reconocimiento de posición (como es el caso del mando de la consola de Nintendo, Wii), que detectan la dirección a la que apunta el mando/pistola, y funcionan de forma similar a un ratón de ordenador (con un puntero en la pantalla). Como los videojuegos de disparos sobre raíles, el movimiento suele estar limitado en este tipo de juegos. Algunos juegos destacados de este género son: Virtua Cop, las sagas Time Crisis y The House of the Dead, y Duck Hunt, de la NES.

### Videojuegos de disparos híbridos
Se consideran videojuego de disparos híbridos aquellos que combinan elementos de otro género de juego, como por ejemplo de rol o estrategia. Un claro ejemplo de este tipo de videojuego son las series de Deus Ex, Mass Effect, Fallout, y la saga Battlefront que también puede considerarse como híbrida ya que combinan FPS y TPS.